# Edward Smith-Stanley, 14. Earl of Derby

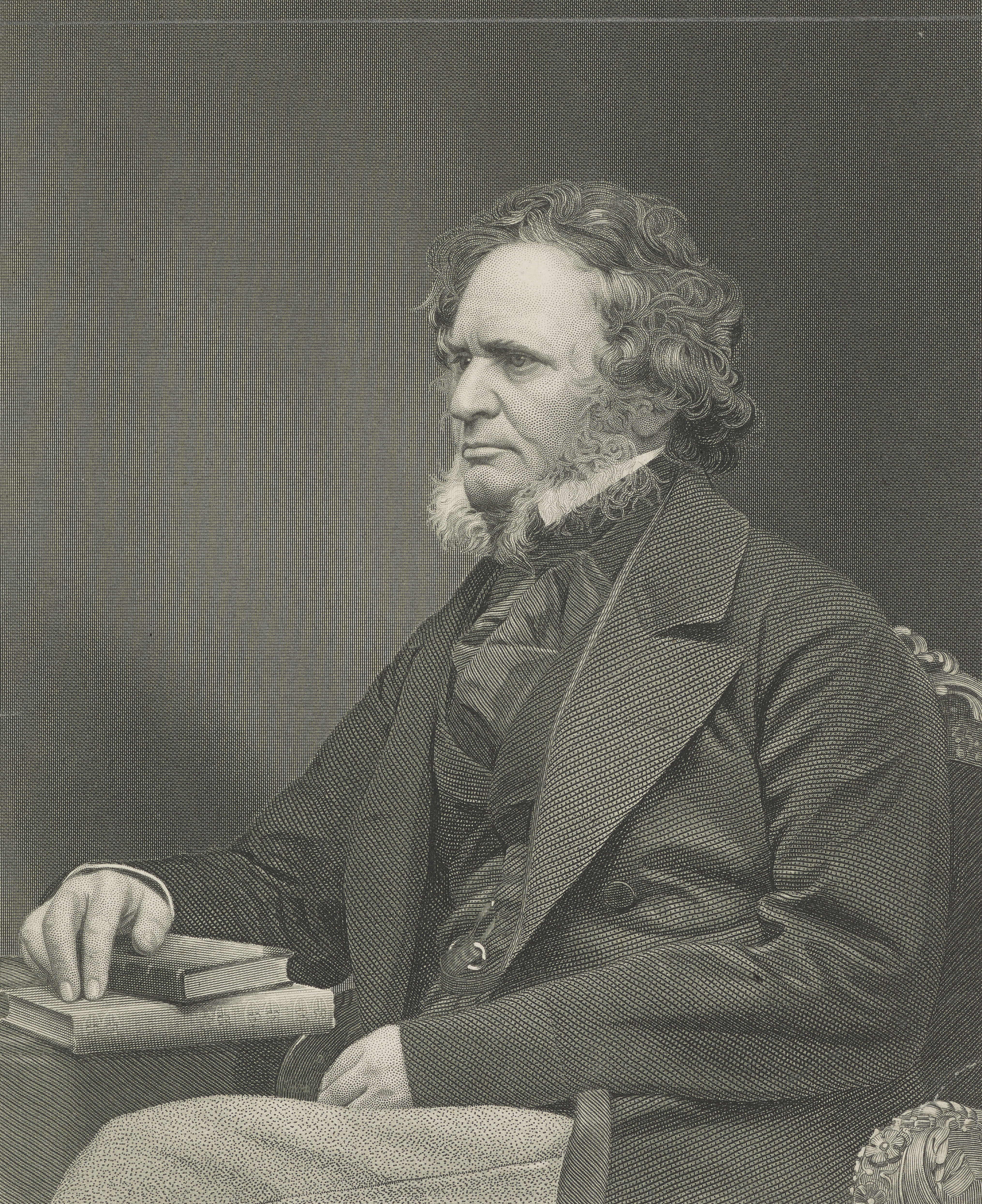
Edward Smith-Stanley, 14. Earl of Derby

Edward Geoffrey Smith-Stanley, 14. Earl of Derby, KG, PC (* 29. März 1799 in Knowsley, Merseyside; † 23. Oktober 1869 ebenda) war ein britischer Politiker und dreimaliger Premierminister.

## Leben
Stanley wurde als ältester Sohn der sieben Kinder des 13. Earl of Derby und seiner Frau Charlotte Margaret Hornby im elterlichen Anwesen Knowsley Hall geboren. Von 1811 bis 1817 besuchte er das Eton College und anschließend das Christ Church College der University of Oxford.
1822 wurde er als Whig in das House of Commons gewählt. Als die Whigs 1830 wieder die Regierung stellten, wurde Stanley Irlandminister unter Earl Grey. 1833 übernahm er den wichtigeren Posten des Kriegs- und Kolonialministers. Nach seinem Rücktritt im folgenden Jahr hatte Stanley einige Differenzen mit den Konservativen. 1835 wechselte er zu den Tories und unterstützte Robert Peel, in dessen zweiten Kabinett er erneut das Kolonialministerium übernahm.
1844 wurde ihm durch einen besonderen königlichen Beschluss (Writ of Acceleration) der Titel „2. Baron Stanley of Bickerstaffe“, ein nachgeordneter Titel seines Vaters, vorzeitig übertragen, so dass er bereits zu Lebzeiten seines Vaters Mitglied des House of Lords wurde. Als am 30. Juni 1851 sein Vater starb, erbte er dessen Adelstitel als 14. Earl of Derby. Am 28. Februar 1852 bildete er als Premierminister sein erstes Kabinett – eine Minderheitsregierung, die am 17. Dezember desselben Jahres abgelöst wurde. Benjamin Disraeli erhielt in dieser Regierung als Schatzkanzler sein erstes bedeutendes Amt.
Stanley war ein erfolgreicher Besitzer von Rennpferden. 1856 gewann sein Pferd Fazzoletto die 2000 Guineas.
Am 20. Februar 1858 wurde Lord Derby zum zweiten Mal Premierminister. Obgleich die Regierung wiederum nach einem Jahr abgelöst wurde, konnte die Regierung wichtige Gesetze in Kraft zu setzen. Dazu gehörten der Government of India Act 1858, die die Britische Ostindien-Kompanie auflöste und ihre Besitzungen in die Kronkolonie Britisch-Indien umwandelte. Am 26. und 27. Juni 1858 wurde der Vertrag von Tianjin abgeschlossen, der den Zweiten Opiumkrieg mit dem Kaiserreich China der Qing-Dynastie in einem für das Vereinigte Königreich günstigen Sinne beendete. Der am 23. Juli 1858 in Kraft gesetzte Jews Relief Act 1858 erlaubte es Juden, Parlamentssitze einzunehmen, ohne zuvor eine christliche Eidesformel leisten zu müssen. 1859 wurde Lord Derby als Ritter in den Hosenbandorden aufgenommen.
Während der dritten Amtszeit von Derby von 1866 bis 1868 erfolgte eine Wahlrechtsreform, durch die die neuen Industriestädte erstmals eine nennenswerte Repräsentanz im Unterhaus erhielten, während die Zahl der Sitze der Rotten boroughs reduziert wurde. Als Derby 1868 aus Alters- und gesundheitlichen Gründen zurücktrat, übernahm Disraeli das Amt des Premierministers.
Lord Derby blieb Mitglied des House of Lords, bis er am 23. Oktober 1869 starb. Er wurde in der St. Mary’s Church in Knowsley begraben. Er gilt heute als einer der Gründer der Conservative Party.
Edward Smith-Stanley ist Namensgeber der Ortschaft Stanley, in Hongkong.

## Ehe und Nachkommen
1825 heiratete er Emma Caroline Bootle-Wilbraham, mit der er drei Kinder, zwei Söhne und eine Tochter hatte.
Sein jüngerer Sohn, Frederick Stanley, 16. Earl of Derby, stiftete 1892 die begehrteste Eishockey-Trophäe, den Stanley Cup. Sein anderer Sohn Edward Stanley, 15. Earl of Derby war ebenfalls ein bekannter Politiker. Seine Tochter Lady Emma Charlotte Stanley († 1928) heiratete Sir Wellington Chetwynd-Talbot, einen Sohn des 2. Earl Talbot of Hensol.